# ヨハンネス・トリテミウス

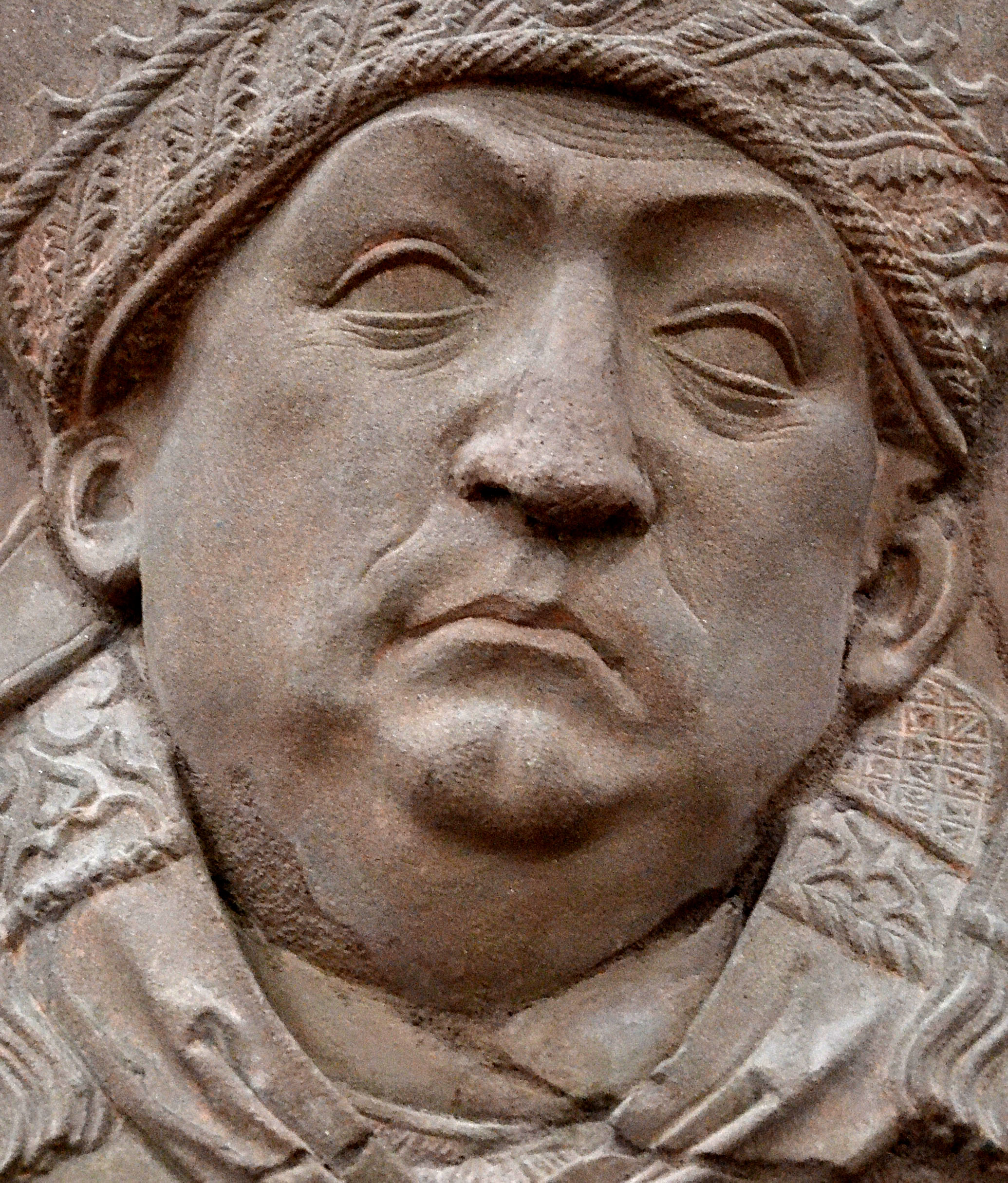
ティルマン・リーメンシュナイダーによるトリテミウスの墓石レリーフ（細部）

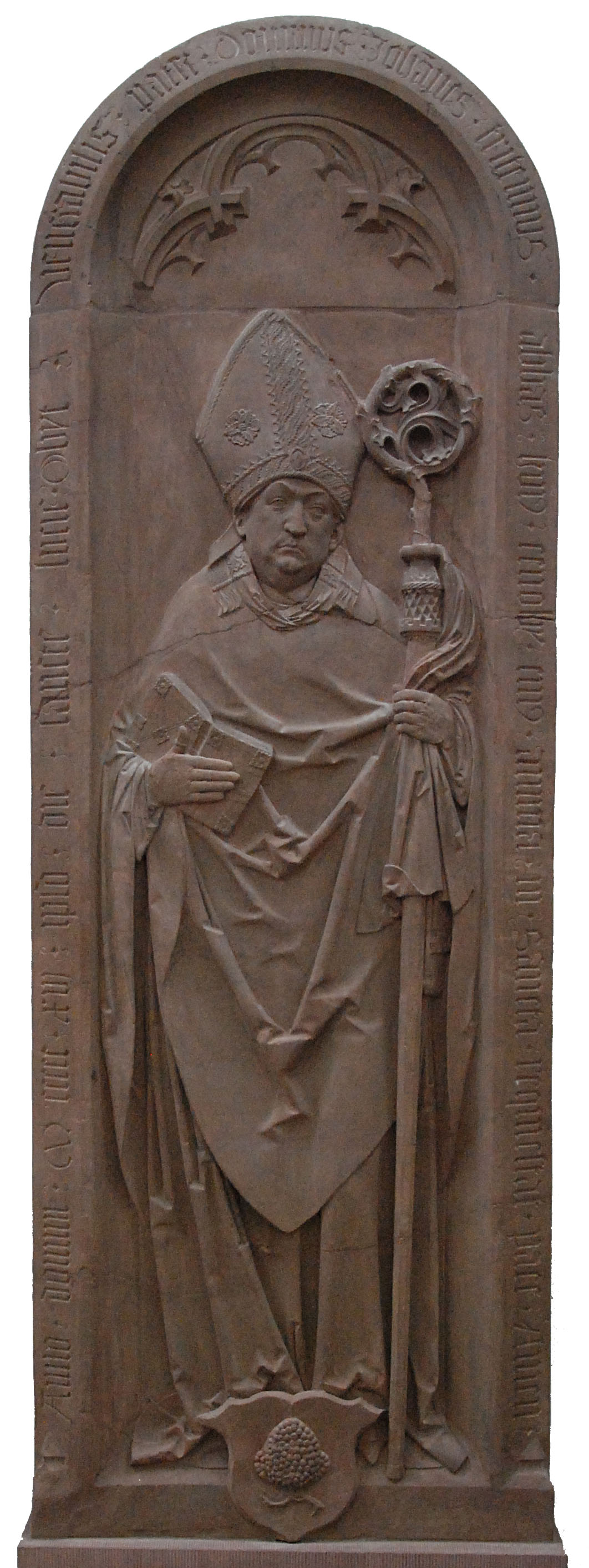
ティルマン・リーメンシュナイダーによるトリテミウスの墓石レリーフ（全体像）

ヨハンネス・トリテミウス（Johannes Trithemius、1462年2月1日 - 1516年12月13日）は、中世末・ルネサンス期のドイツの修道院長であり、後の隠秘学に影響を与えた隠秘学者である。本名はヨーハン・ハイデンベルク。魔女の妖術を強く非難した学僧でありながら、降霊術を能くする魔術師として生前からいくつかの逸話が流布していた。「トリテミウス」の通称は、プファルツ地方のモーゼル川沿いにある彼の生地トリテンハイム（Trittenheim）に由来する。

## 生涯
トリテミウスはハイデルベルク大学の学生であった。1482年、大学から郷里の町に帰る途中、吹雪に見舞われ、バート・クロイツナハ近くのシュポンハイムにあるベネディクト派の聖マルティン修道院に避難した。彼はそこに留まることに決め、23歳にして修道院長に選ばれた。彼は貧しく無規律で荒廃したその修道院を建て直し、学問の施設に作り変えようとした。修道院の蔵書は50冊ほどであったのが、彼の代で最終的に2000冊を超えるまでになった。16世紀初頭には、ドイツを旅する多くの人文主義者がこの当代随一の図書館に詣でるようになっていたとも言われる。しかし彼の努力は賞賛されることなく、彼の魔術師としての評判は彼に対する支持を後押しすることはなかった。書物にかける情熱、修道院を頻繁に留守にしたこと、オカルティズムの傾向などのために、修道院との軋轢が増し退くことを余儀なくされた1506年、ヴュルツブルクの司教ロレンツ・フォン・ビブラ（司教在位1495年-1519年）の申し出を受けることに決め、ヴュルツブルクの聖ヤコブ修道院の院長になった。彼は終生その地位にとどまった。トリテミウスは聖ヤコブ教会に葬られた。墓石は有名なティルマン・リーメンシュナイダーの手によるもので、1825年に大聖堂に隣接するノイミュンスター教会に移された。墓石は1945年に焼夷弾によって損壊し、その後テオドール・シュピーゲルの工房によって修繕が施された。
彼の門下といえる人物にはハインリヒ・コルネリウス・アグリッパ（1486年-1535年）とパラケルスス（1493年-1541年）が挙げられる。

## 『ステガノグラフィア』
トリテミウスの最も有名な著作は『ステガノグラフイア』（『暗号記法』『秘密記法』『秘密書法』）である。1499年ごろ執筆、死後の1606年フランクフルトにて出版（それ以前も写本が出回っており、コルネリウス・アグリッパやヨーハン・ヴァイヤーは読むことができた）、1609年に禁書目録に記載され、1900年に禁書目録より除かれた。刊本は三巻まであり、表面上、魔術を論じたもののように思われ、特に、精霊を使ってはるか遠方と通信する方法を論じたもののように読み取れる。本書は出版される前から原稿や写本を見た人々に魔術的呪文に満ちた書物との印象を与え、芳しからぬ評判を得たが、1606年に出版されてからは、魔術に無関係な暗号の方法を述べた本として擁護する人々が出始めた。17世紀のファン・カラミュエル・イ・ロプコーヴィッツやヴォルフガンク・エルネスト・ハイデルの分析によって第一・二巻の解読鍵が明らかになって以来、実際に暗号理論とステガノグラフィーに関する本として知られるようになった。そこに見られる天使や精霊の名は、便宜上使われた記号と解釈することができる。近年まで第三巻は魔術に関するものと広く信じられてきたが、今では“魔術めいた”式文もさらに別の暗号記法を内容とした秘密文であったことが証明されている。現代の暗号分野であるステガノグラフィーの呼称はこの本の題名を借りたものである。

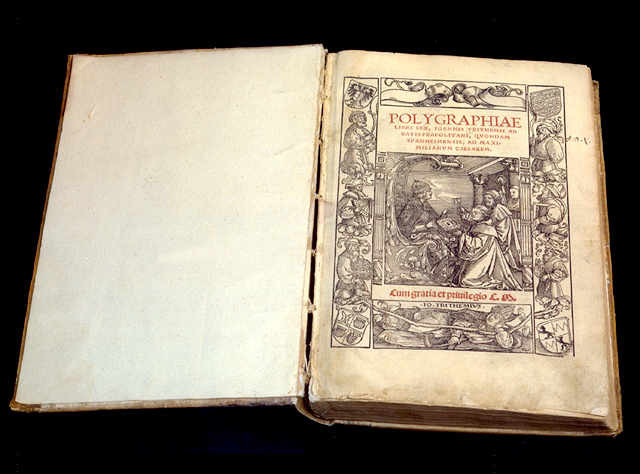
『ポリグラフィア』（1518年） — 初めて印行された暗号学書

## 他の著作
その他の著書には『写字生の賛美』（1492年執筆、1494年印行）、七惑星の天使ないし知霊について記した『七つの第二原因について』（1508年）、占星術に基づく世界史『ヒルサウ年代記』（1514年）、多表式暗号を述べた『ポリグラフィア』（『多重暗号法』、1518年）がある。
- 『ヒルサウ年代記』：詳細な書名は『ヒルサウ年代記…フランスとドイツの歴史、皇帝・王・諸侯・司教・修道院長・著名人らの事績を収む』。ヒルサウ [6]は、クリュニーに発した修道院改革を引き継いだ改革修道院として有名で、その修道院長が1495年にこの著書を依頼したのであったが、1400ページに上るこの2巻本をトリテミウスが完成させるのに1514年までかかった。1690年に初版が印行された。この著作は人文主義者による歴史書の中でも最初期のものとする人もいる。

- 『七つの第二原因について』：第一の知性たる神に従う七つの二次的知性について述べている。すなわち七惑星の天球を司る七つの知性的存在（精霊）、土星の天使オリフィエル、金星の天使アナエル、木星の天使ザカリエル、水星の天使ラファエル、火星の天使サマエル、月の天使ガブリエル、太陽の天使ミカエルである。第一原因たる神の定めにより、宇宙の二次的動因である七者が順繰りに地上世界を統治し、世界史の事象を決定してきた、という占星術的世界観と歴史観が示されている。

## 影響
ヴィクトリア朝と現代のヨーロッパのオカルティズムに大きな影響を与えた密儀結社「黄金の夜明け団」の創立に利用された『暗号文書』は、トリテミウス暗号を用いて暗号化されていた。この暗号はトリテミウスの著書『ポリグラフィア』で説明されている簡単な換字式暗号である。

## 著作
- Annales Hirsaugienses, 1509-1514
- Antipalus maleficiorum, 1508;
- Catalogus illustrium virorum Germaniae, 1491-1495
- Chronicon Hirsaugiense, 1495-1503
- Chronicon Sponheimense, ca. 1495-1509 - Chronik des Klosters Sponheim, 1024-1509; Eigenverlag Carl Velten, Bad Kreuznach 1969 (German)
- Chronicon successionis ducum Bavariae et comitum Palatinorum, ca. 1500-1506
- Compendium sive breviarium primi voluminis chronicarum sive annalium de origine regum et gentis Francorum, ca. 1514
- De cura pastorali, 1496
- De duodecim excidiis oberservantiae regularis, 1496
- De institutione vitae sacerdotalis, 1486
- De laude scriptorum manualium, 1492 - Zum Lob der Schreiber; Freunde Mainfränkischer Kunst and Geschichte e. V., Würzburg 1973, (Latin/German)
- De laudibus sanctissimae matris Annae, 1494
- De origine gentis Francorum compendium, 1514 - An abridged history of the Franks / Johannes Trithemius; AQ-Verlag, Dudweiler 1987; ISBN 978-3-922441-52-6 (Latin/German)
- De origine, progressu et laudibus ordinis fratrum Carmelitarum, 1492
- De proprietate monachorum, before 1494
- De regimine claustralium, 1486
- De scriptoribus ecclesiasticis, 1494 Digital Version  MGH-Bibliothek
- De septem secundeis id est intelligentiis sive spiritibus orbes post deum moventibus, ca. 1508
- De triplici regione claustralium et spirituali exercitio monachorum, 1497
- De vanitate et miseria humanae vitae, before 1494
- De visitatione monachorum, about 1490
- De viris illustribus ordinis sancti Benedicti, 1492
- Exhortationes ad monachos, 1486
- In laudem et commendatione Ruperti quondam abbatis Tuitiensis, 1492
- Liber octo quaestionum, 1515
- Liber penthicus seu lugubris de statu et ruina ordinis monastici, 1493
- Nepiachus, 1507
- Polygraphiae, 1508
- Steganographia, ca. 1500

選集
- Marquard Freher, Opera historica, Minerva, Frankfurt/Main, 1966
- Johannes Busaeus, Opera pia et spiritualia (1604 and 1605)
- Johannes Busaeus, Paralipomena opuscolorum (1605 and 1624)